# Druga liga SR Јugoslavije u fudbalu (1993/1994)
Sezon 1993/94 Drugiej ligi SR Јugoslavije – 2. edycja rozgrywek jugosłowiańskiej Drugiej ligi (srb. Дpугa caвeзнa лига – Druga savezna liga) w piłce nożnej.
Rozgrywki toczyły się w dwóch grupach: A i B, a każda grupa grała w dwóch rundach: jesiennej oraz wiosennej i występowało w nich łącznie 20 drużyn. Po zakończeniu rundy jesiennej cztery ostatnie drużyny grupy A spadły do grupy B Drugiej ligi, natomiast cztery najlepsze drużyny grupy B awansowały do grupy A Drugiej ligi. Po zakończeniu rundy wiosennej mistrz oraz wicemistrz grupy A awansowali bezpośrednio do grupy B Prvej ligi SR Јugoslavije, a drużyny z 3. i 4. miejsca w tabeli grupy A zagrają w barażu o awans z 17. i 18. drużyną grupy B Prvej ligi. Cztery ostatnie drużyny grupy A spadły do grupy B Drugiej ligi, natomiast cztery najlepsze drużyny grupy B awansowały do grupy A Drugiej ligi. Cztery ostatnie drużyny grupy B spadły do Srpskiej ligi lub Crnogorskiej ligi, a drużyny z 15. i 16. miejsca w tabeli grupy B zagrają w barażu o pozostanie w Drugiej lidze z wicemistrzami trzech grup Srpskiej ligi oraz z wicemistrzem Crnogorskiej ligi.

## Druga liga SR Јugoslavije

### Drużyny
W Drugiej lidze w sezonie 1993/94 występowało 20 drużyn, które grały w dwóch grupach: A i B.
| Drużyna                                                            | Miasto           | Sezon 1992/93                   | Uwagi                                  |
| Drużyny, które spadły z Prvej ligi SR Јugoslavije 1992/93:         |                  |                                 |                                        |
| FK Priština                                                        | Prisztina        | 18. miejsce                     | przegrał baraże z FK Rudar Pljevlja    |
| FK Borac Banja Luka (Belgrad)                                      | Banja Luka (BiH) | 19. miejsce                     | domowe mecze rozgrywa w Belgradzie     |
| Drużyny, które występowały w Drugiej lidze SR Јugoslavije 1992/93: |                  |                                 |                                        |
| FK Mačva Šabac                                                     | Šabac            | 4. miejsce                      | przegrała baraże z FK Spartak Subotica |
| FK Borac Čačak                                                     | Čačak            | 5. miejsce                      |                                        |
| FK Mladost Lučani                                                  | Lučani           | 6. miejsce                      |                                        |
| FK Dinamo Pančevo                                                  | Pančevo          | 7. miejsce                      |                                        |
| RFK Novi Sad                                                       | Nowy Sad         | 8. miejsce                      |                                        |
| FK Obilić Belgrad                                                  | Belgrad-Vračar   | 9. miejsce                      |                                        |
| FK Novi Pazar                                                      | Novi Pazar       | 10. miejsce                     |                                        |
| FK Agrounija Inđija                                                | Inđija           | 11. miejsce                     |                                        |
| FK Zastava Kragujevac                                              | Kragujevac       | 12. miejsce                     |                                        |
| FK Dubočica Leskovac                                               | Leskovac         | 13. miejsce                     |                                        |
| FK Jedinstvo Bijelo Polje                                          | Bijelo Polje     | 14. miejsce                     | wygrało baraże                         |
| Drużyny, które awansowały z Trećej ligi SR Јugoslavije 1992/93:    |                  |                                 |                                        |
| FK Badnjevac                                                       | Badnjevac        | 1. miejsce Srpska liga – Zapad  |                                        |
| FK Čukarički Belgrad                                               | Belgrad-Čukarica | 1. miejsce Srpska liga – Sjever |                                        |
| FK Lovćen Cetinje                                                  | Cetinje          | 1. miejsce Crnogorska liga      |                                        |
| FK Topličanin Prokuplje                                            | Prokuplje        | 1. miejsce Srpska liga – Istok  |                                        |
| FK Jagodina                                                        | Jagodina         | 2. miejsce Srpska liga – Istok  | wygrał baraże                          |
| FK Loznica                                                         | Loznica          | 2. miejsce Srpska liga – Zapad  | wygrał baraże                          |
| FK Mladost Bački Jarak                                             | Bački Jarak      | 2. miejsce Srpska liga – Sjever | wygrał baraże                          |

### Zasady przyznawania punktów
- Zwycięstwo: 2 punkty
- Remis: 1 punkt
- Porażka: 0 punktów

## Runda jesienna

### Tabela grupy A
| Poz. | Klub                          | M  | Pkt. | Mecze | Mecze | Mecze | Bramki | Bramki |
| Poz. | Klub                          | M  | Pkt. | zwy.  | rem.  | por.  | zdob.  | stra.  |
| ---- | ----------------------------- | -- | ---- | ----- | ----- | ----- | ------ | ------ |
| 1    | FK Priština                   | 18 | 23   |       |       |       |        |        |
| 2    | FK Borac Čačak                | 18 | 22   |       |       |       |        |        |
| 3    | FK Obilić Belgrad             | 18 | 22   |       |       |       |        |        |
| 4    | FK Dinamo Pančevo             | 18 | 21   |       |       |       |        |        |
| 5    | RFK Novi Sad                  | 18 | 19   |       |       |       |        |        |
| 6    | FK Novi Pazar                 | 18 | 19   |       |       |       |        |        |
| 7    | FK Mačva Šabac                | 18 | 18   |       |       |       |        |        |
| 8    | FK Borac Banja Luka (Belgrad) | 18 | 13   |       |       |       |        |        |
| 9    | FK Mladost Lučani             | 18 | 13   |       |       |       |        |        |
| 10   | FK Agrounija Inđija           | 18 | 11   |       |       |       |        |        |

| Legenda:                       |
| spadek do grupy B Drugiej ligi |

- FK Priština, FK Borac Čačak, FK Obilić Belgrad, FK Dinamo Pančevo, RFK Novi Sad i FK Novi Pazar pozostały w grupie A Drugiej ligi.
- FK Agrounija Inđija, FK Mladost Lučani, FK Borac Banja Luka (Belgrad) i FK Mačva Šabac spadły do grupy B Drugiej ligi.

### Tabela grupy B
| Poz. | Klub                      | M  | Pkt. | Mecze | Mecze | Mecze | Bramki | Bramki |
| Poz. | Klub                      | M  | Pkt. | zwy.  | rem.  | por.  | zdob.  | stra.  |
| ---- | ------------------------- | -- | ---- | ----- | ----- | ----- | ------ | ------ |
| 1    | FK Loznica                | 18 | 20   |       |       |       |        |        |
| 2    | FK Badnjevac              | 18 | 20   |       |       |       |        |        |
| 3    | FK Čukarički Belgrad      | 18 | 20   |       |       |       |        |        |
| 4    | FK Jedinstvo Bijelo Polje | 18 | 20   |       |       |       |        |        |
| 5    | FK Topličanin Prokuplje   | 18 | 18   |       |       |       |        |        |
| 6    | FK Dubočica Leskovac      | 18 | 18   |       |       |       |        |        |
| 7    | FK Mladost Bački Jarak    | 18 | 17   |       |       |       |        |        |
| 8    | FK Zastava Kragujevac     | 18 | 17   |       |       |       |        |        |
| 9    | FK Lovćen Cetinje         | 18 | 16   |       |       |       |        |        |
| 10   | FK Jagodina               | 18 | 14   |       |       |       |        |        |

| Legenda:                      |
| awans do grupy A Drugiej ligi |

- FK Loznica, FK Badnjevac, FK Čukarički Belgrad i FK Jedinstvo Bijelo Polje awansowały do grupy A Drugiej ligi.
- FK Topličanin Prokuplje, FK Dubočica Leskovac, FK Mladost Bački Jarak, FK Zastava Kragujevac, FK Lovćen Cetinje i FK Jagodina pozostały w grupie B Drugiej ligi.

## Runda wiosenna

### Tabela grupy A
| Poz. | Klub                      | M  | Pkt. | Mecze | Mecze | Mecze | Bramki | Bramki |
| Poz. | Klub                      | M  | Pkt. | zwy.  | rem.  | por.  | zdob.  | stra.  |
| ---- | ------------------------- | -- | ---- | ----- | ----- | ----- | ------ | ------ |
| 1    | FK Borac Čačak            | 18 | 24   |       |       |       |        |        |
| 2    | FK Čukarički Belgrad      | 18 | 23   |       |       |       |        |        |
| 3    | FK Obilić Belgrad         | 18 | 22   |       |       |       |        |        |
| 4    | FK Novi Pazar             | 18 | 21   |       |       |       |        |        |
| 5    | FK Loznica                | 18 | 21   |       |       |       |        |        |
| 6    | FK Badnjevac              | 18 | 20   |       |       |       |        |        |
| 7    | FK Dinamo Pančevo         | 18 | 16   |       |       |       |        |        |
| 8    | RFK Novi Sad              | 18 | 13   |       |       |       |        |        |
| 9    | FK Jedinstvo Bijelo Polje | 18 | 11   |       |       |       |        |        |
| 10   | FK Priština               | 18 | 9    |       |       |       |        |        |

### Tabela grupy B
| Poz. | Klub                          | M  | Pkt. | Mecze | Mecze | Mecze | Bramki | Bramki |
| Poz. | Klub                          | M  | Pkt. | zwy.  | rem.  | por.  | zdob.  | stra.  |
| ---- | ----------------------------- | -- | ---- | ----- | ----- | ----- | ------ | ------ |
| 1    | FK Mladost Lučani             | 18 | 25   |       |       |       |        |        |
| 2    | FK Mladost Bački Jarak        | 18 | 22   |       |       |       |        |        |
| 3    | FK Mačva Šabac                | 18 | 20   |       |       |       |        |        |
| 4    | FK Dubočica Leskovac          | 18 | 20   |       |       |       |        |        |
| 5    | FK Borac Banja Luka (Belgrad) | 18 | 20   |       |       |       |        |        |
| 6    | FK Agrounija Inđija           | 18 | 20   |       |       |       |        |        |
| 7    | FK Topličanin Prokuplje       | 18 | 17   |       |       |       |        |        |
| 8    | FK Zastava Kragujevac         | 18 | 16   |       |       |       |        |        |
| 9    | FK Jagodina                   | 18 | 13   |       |       |       |        |        |
| 10   | FK Lovćen Cetinje             | 18 | 7    |       |       |       |        |        |

## Końcowa kolejność
| Poz.                 | Klub                          | M                    | Pkt.                 | Pkt.                 | Pkt.                 |
| Poz.                 | Klub                          | M                    | runda wiosenna       | bonus                | razem                |
| grupa A Drugiej ligi | grupa A Drugiej ligi          | grupa A Drugiej ligi | grupa A Drugiej ligi | grupa A Drugiej ligi | grupa A Drugiej ligi |
| -------------------- | ----------------------------- | -------------------- | -------------------- | -------------------- | -------------------- |
| 1                    | FK Borac Čačak                | 36                   | 24                   | 10                   | 34                   |
| 2                    | FK Obilić Belgrad             | 36                   | 22                   | 9                    | 31                   |
| 3                    | FK Novi Pazar                 | 36                   | 21                   | 7                    | 28                   |
| 4                    | FK Loznica                    | 36                   | 21                   | 6                    | 27                   |
| 5                    | FK Čukarički Belgrad          | 36                   | 23                   | 4                    | 27                   |
| 6                    | FK Dinamo Pančevo             | 36                   | 16                   | 9                    | 25                   |
| 7                    | FK Badnjevac                  | 36                   | 20                   | 5                    | 25                   |
| 8                    | RFK Novi Sad                  | 36                   | 13                   | 7                    | 20                   |
| 9                    | FK Priština                   | 36                   | 9                    | 11                   | 20                   |
| 10                   | FK Jedinstvo Bijelo Polje     | 36                   | 11                   | 4                    | 15                   |
| grupa B Drugiej ligi |                               |                      |                      |                      |                      |
| 11                   | FK Mladost Lučani             | 36                   | 25                   | 4                    | 29                   |
| 12                   | FK Mačva Šabac                | 36                   | 20                   | 8                    | 28                   |
| 13                   | FK Mladost Bački Jarak        | 36                   | 22                   | 4                    | 26                   |
| 14                   | FK Dubočica Leskovac          | 36                   | 20                   | 6                    | 26                   |
| 15                   | FK Borac Banja Luka (Belgrad) | 36                   | 20                   | 5                    | 25                   |
| 16                   | FK Topličanin Prokuplje       | 36                   | 17                   | 7                    | 24                   |
| 17                   | FK Agrounija Inđija           | 36                   | 20                   | 3                    | 23                   |
| 18                   | FK Zastava Kragujevac         | 36                   | 16                   | 4                    | 20                   |
| 19                   | FK Jagodina                   | 36                   | 13                   | 2                    | 15                   |
| 20                   | FK Lovćen Cetinje             | 36                   | 7                    | 3                    | 10                   |

| Legenda:                                                   |
| awans do grupy B Prvej ligi SR Јugoslavije                 |
| baraże o awans do grupy B Prvej ligi SR Јugoslavije        |
| spadek do grupy B Drugiej ligi SR Јugoslavije              |
| awans do grupy A Drugiej ligi SR Јugoslavije               |
| baraże o pozostanie w grupie B Drugiej ligi SR Јugoslavije |
| spadek do Srpskiej ligi lub Crnogorskiej ligi              |

- FK Borac Čačak i FK Obilić Belgrad awansowały do grupy B Prvej ligi 1994/95.
- FK Novi Pazar przegrał swoje mecze barażowe i pozostał w grupie A Drugiej ligi 1994/95.
- FK Loznica wygrał swoje mecze barażowe i awansował do grupy B Prvej ligi 1994/95.
- FK Čukarički Belgrad i FK Dinamo Pančevo pozostały w grupie A Drugiej ligi 1994/95.
- FK Badnjevac, RFK Novi Sad, FK Priština i FK Jedinstvo Bijelo Polje spadły do grupy B Drugiej ligi 1994/95.
- FK Mladost Lučani, FK Mačva Šabac, FK Mladost Bački Jarak i FK Dubočica Leskovac awansowały do grupy A Drugiej ligi 1994/95.
- FK Borac Banja Luka (Belgrad) wygrał swoje mecze barażowe i pozostał w grupie B Drugiej ligi 1994/95.
- FK Topličanin Prokuplje przegrał swoje mecze barażowe i spadł do Srpskiej ligi 1994/95.
- FK Agrounija Inđija, FK Zastava Kragujevac i FK Jagodina spadły do Srpskiej ligi 1994/95.
- FK Lovćen Cetinje spadł do Crnogorskiej ligi 1994/95.

## Baraż o grę w Prvej lidze SR Јugoslavije
- W barażu o pozostanie w / awans do Prvej ligi SR Јugoslavije występowało 4 drużyny, które grały o dwa miejsca w grupie B Prvej ligi w sezonie 1994/95:
  - OFK Kikinda – 17. drużyna grupy B Prvej ligi
  - FK Sutjeska Nikšić – 18. drużyna grupy B Prvej ligi
  - FK Novi Pazar – 3. drużyna grupy A Drugiej ligi
  - FK Loznica – 4. drużyna grupy A Drugiej ligi

### OFK Kikinda-FK Loznica
- OFK Kikinda przegrał mecze barażowe i spadł do Drugiej ligi.
- FK Loznica wygrał mecze barażowe i awansował do Prvej ligi.

### FK Sutjeska Nikšić-FK Novi Pazar
- FK Sutjeska Nikšić wygrała mecze barażowe i pozostała w Prvej lidze.
- FK Novi Pazar przegrał mecze barażowe i pozostał w Drugiej lidze.

## Baraż o grę w Drugiej lidze SR Јugoslavije
- W barażu o pozostanie w / awans do Drugiej ligi SR Јugoslavije występowało 6 drużyn, które grały o dwa miejsca w grupie B Drugiej ligi w sezonie 1994/95:
  - FK Borac Banja Luka (Belgrad) – 15. drużyna grupy B Drugiej ligi
  - FK Topličanin Prokuplje – 16. drużyna grupy B Drugiej ligi
  - FK Javor Ivanjica – 2. drużyna Srpskiej ligi Zapad
  - FK Mornar Bar – 2. drużyna Crnogorskiej ligi
  - FK Zvezdara Belgrad – 2. drużyna Srpskiej ligi Sjever
  - FK Župa Aleksandrovac – 2. drużyna Srpskiej ligi Istok

### 1. runda
- FK Javor Ivanjica i FK Mornar Bar wygrały mecze barażowe i awansowały do 2. rundy baraży o awans do Drugiej ligi.
- FK Zvezdara Belgrad i FK Župa Aleksandrovac przegrały mecze barażowe i pozostały w Srpskiej lidze.

### 2. runda

#### FK Borac Banja Luka (Belgrad)-FK Mornar Bar
- FK Borac Banja Luka (Belgrad) wygrał mecze barażowe i pozostał w Drugiej lidze.
- FK Mornar Bar przegrał mecze barażowe i pozostał w Crnogorskiej lidze.

#### FK Topličanin Prokuplje-FK Javor Ivanjica
- FK Topličanin Prokuplje przegrał mecze barażowe i spadł do Srpskiej ligi.
- FK Javor Ivanjica wygrał mecze barażowe i awansował do Drugiej ligi.